# Суец
Суец (араб. السويس) — місто і великий порт на північному сході Єгипту, розташований у північній частині Суецької затоки Червоного моря на березі Суецької бухти, біля південного входу в Суецький канал.
Населення: 417 тисяч осіб (1998).

## Історія
У VII столітті біля сучасного Суеца було східне закінчення каналу, що з'єднував Червоне море з Нілом.
У XVI столітті місто було великою турецькою військово-морською базою. Після спорудження у 1859 році Суецького каналу місто набуло статусу важливого міжнародного порту. Суец був сильно зруйнований у жовтні 1973 року, коли Ізраїль окупував Синайський півострів. Був відновлений після 1975 року.

## Транспорт
Має дві гавані: Порт-Ібрагим (Port Ibrahim) і Порт-Тауфі (Port Tawfiq). Залізницею і автострадами сполучений з Каїром і Порт-Саїдом. Суец є важливою міжнародною транзитною станцією для тих, хто здійснює хадж до Мекки.

## Економіка
Розвинена нафтопереробна і хімічна промисловість. Трубопровід до Каїра доставляє в столицю продукти переробки нафти.

## Клімат
| Клімат міста            | Клімат міста | Клімат міста | Клімат міста | Клімат міста | Клімат міста | Клімат міста | Клімат міста | Клімат міста | Клімат міста | Клімат міста | Клімат міста | Клімат міста | Клімат міста |
| Показник                | Січ.         | Лют.         | Бер.         | Квіт.        | Трав.        | Черв.        | Лип.         | Серп.        | Вер.         | Жовт.        | Лист.        | Груд.        | Рік          |
| Абсолютний максимум, °C | 29,4         | 39,0         | 36,9         | 42,8         | 43,5         | 46,1         | 44,1         | 45,8         | 41,2         | 39,2         | 37,0         | 28,4         | 46,1         |
| Середній максимум, °C   | 19,4         | 21,2         | 23,6         | 28,5         | 32,4         | 35,1         | 36,1         | 35,7         | 33,2         | 30,1         | 25,4         | 20,7         | 28,4         |
| Середня температура, °C | 14,8         | 16,0         | 18,2         | 22,3         | 25,7         | 28,1         | 29,3         | 29,3         | 27,3         | 24,5         | 20,2         | 16,0         | 22,6         |
| Середній мінімум, °C    | 10,5         | 11,3         | 13,1         | 16,4         | 19,5         | 22,4         | 23,9         | 24,2         | 22,8         | 20,0         | 15,7         | 11,8         | 17,6         |
| Абсолютний мінімум, °C  | 4,1          | 5,6          | 7,4          | 8,7          | 13,6         | 17,7         | 19,4         | 19,7         | 16,9         | 14,5         | 9,9          | 5,5          | 4,1          |
| Норма опадів, мм        | 5            | 2            | 4            | 1            | 0            | 0            | 0            | 0            | 0            | 0            | 2            | 3            | 17           |
| Днів з опадами          | 0,6          | 0,1          | 0,5          | 0,1          | 0,0          | 0,0          | 0,0          | 0,0          | 0,0          | 0,0          | 0,1          | 0,3          | 1,7          |
| Вологість повітря, %    | 58           | 56           | 53           | 45           | 44           | 47           | 52           | 54           | 55           | 57           | 58           | 60           | 53           |
| ----------------------- | ------------ | ------------ | ------------ | ------------ | ------------ | ------------ | ------------ | ------------ | ------------ | ------------ | ------------ | ------------ | ------------ |
| Джерело: NOAA           |              |              |              |              |              |              |              |              |              |              |              |              |              |